# Xanthippos (Sparta)
Xanthippos war ein griechischer Söldnerführer des 3. Jahrhunderts v. Chr., der wahrscheinlich aus Sparta stammte.
Als die Karthager während des Ersten Punischen Krieges nach der Landung der Römer in Afrika im Jahre 256 v. Chr. in eine verzweifelte Lage gerieten – das römische Heer unter dem Konsul Marcus Atilius Regulus stand vor den Mauern ihrer Hauptstadt und die Karthager baten schon um Frieden, lehnten dann aber die harten Bedingungen der Römer ab –, riefen sie den spartanischen Feldherren Xanthippos um Hilfe. In kürzester Zeit gelang es diesem, ein beachtliches Heer zusammenzustellen und auszubilden. In der Schlacht von Tunes (beim heutigen Tunis) im Jahre 255 v. Chr. gelang denn auch ein entscheidender Sieg gegen die römischen Landungstruppen. Xanthippos kehrte bald darauf nach Griechenland zurück. Manche Forscher halten eine Identität mit einem zehn Jahre später auftretenden ptolemäischen Strategen gleichen Namens für möglich.
Auf Xanthippos geht die neue karthagische Aufstellung zurück, bei der die Reiterei auf die beiden Flügel verteilt wurde und im Zentrum eine Reihe von Kriegselefanten vor der Bürger-Phalanx und den Söldnerkontingenten stand.
Hauptquelle für das Leben des Xanthippos ist Polybius (Historien, Buch I,32 ff.). Anekdotenhafte zusätzliche Nachrichten späterer Geschichtsschreiber (Diodoros, Silius Italicus u. a.) werden in der modernen Forschung als wenig zuverlässig betrachtet.